# Đường cụt

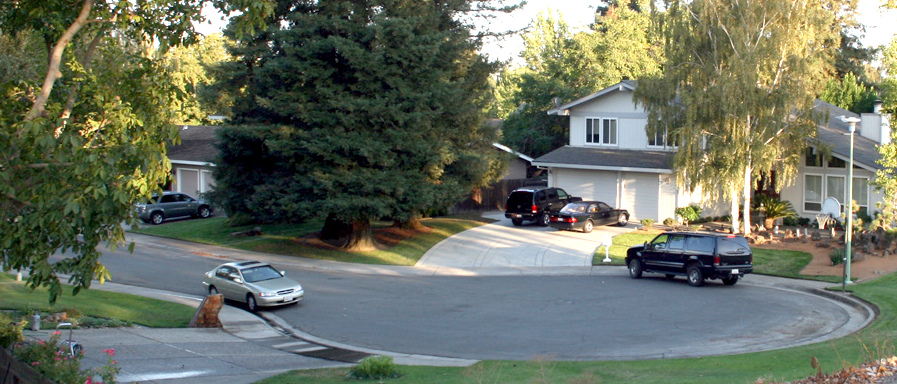
Một cul-de-sac ở Sacramento, California

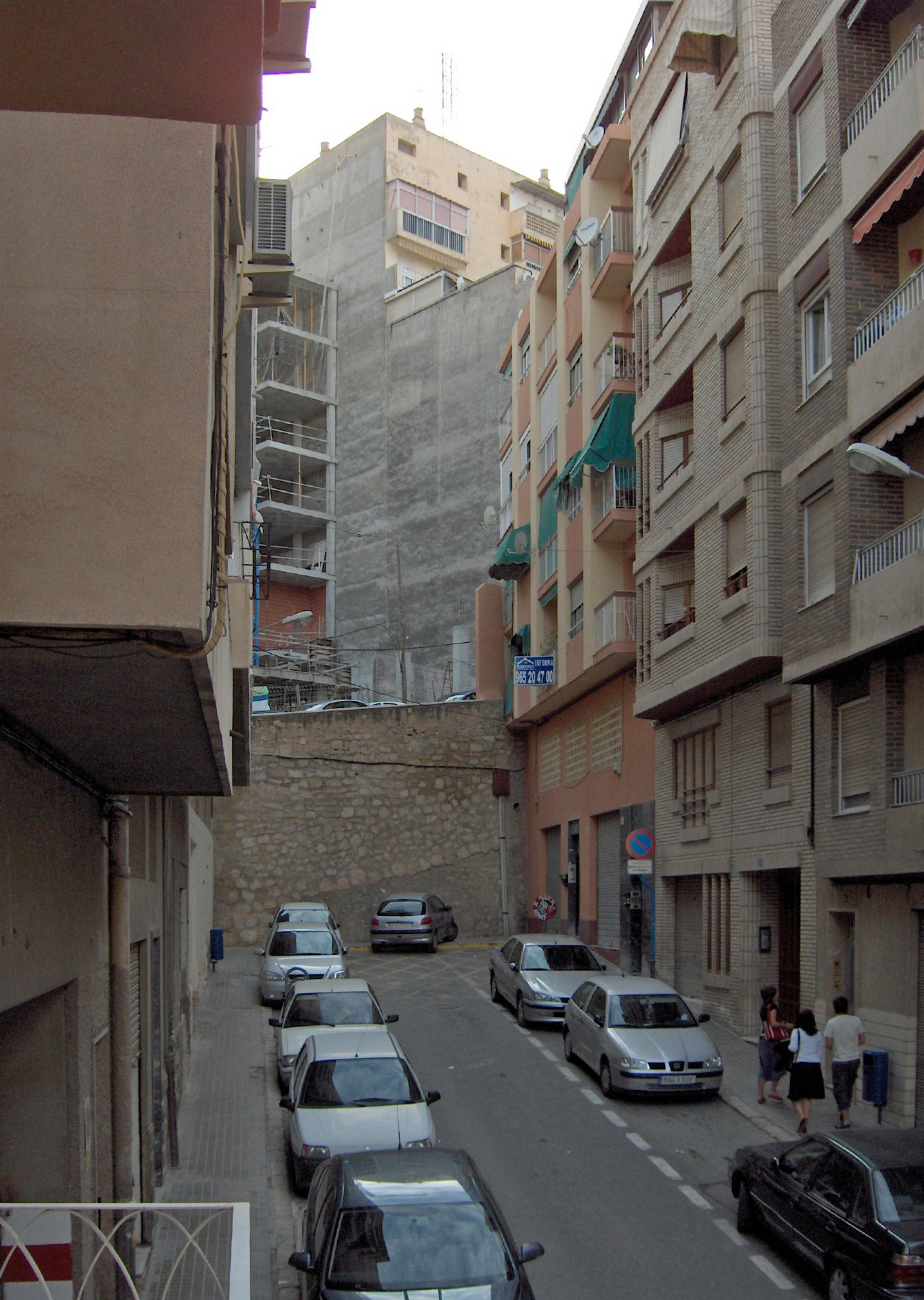
Đường cụt ở Alicante, Cộng đồng Valencia, Tây Ban Nha

Đường cụt là con đường mà chỉ có một lối ra/vào. Đường cụt trong quy hoạch đô thị đóng vai trò giới hạn số phương tiện đi qua vùng dân cư. Ở Mỹ (cùng một số nước khác), cul-de-sac (từ tiếng Pháp, nghĩa là "đáy túi") là một cụm từ được dùng để chỉ những con đường cụt có đoạn cuối hình cung tròn để xe dễ quay ngược.